# 106e régiment d'infanterie (France)
Pour les articles homonymes, voir 106e régiment.
Le 106e régiment d'infanterie (106e RI), dénommé Régiment de Fer, est un régiment d'infanterie de l'Armée de terre française créé sous la Révolution à partir du régiment du Cap, un régiment français d'Ancien Régime créé pour servir dans les colonies françaises.

## Création et différentes dénominations
- 1er janvier 1791 : Tous les régiments prennent un nom composé du nom de leur arme avec un numéro d’ordre donné selon leur ancienneté. Le régiment du Cap devient le 106e régiment d'infanterie de ligne ci-devant Cap.
- 26 octobre 1795 : Création de la 106e demi-brigade de deuxième formation
- 1803 : Prend le nom de 106e régiment d'infanterie de ligne
- Mars 1815 : le régiment est licencié comme l'ensemble des régiments d'infanterie de ligne et légère et n'est pas recréé.
- août 1870 : formation du 6e régiment de marche
- octobre 1870 : renommé 106e régiment d'infanterie de ligne
- mars 1871 : fusionné dans le 6e régiment d'infanterie de ligne
- avril 1871 : formation du 6e régiment provisoire d'infanterie
- 1872 : renommé 106e régiment d'infanterie de ligne
- 1887 : renommé 106e régiment d'infanterie
- 1914 : à la mobilisation, il met sur pied son régiment de réserve, le 306e régiment d’infanterie
- 1935 : renommé 106e régiment d’infanterie (type motorisé)
- 1940 : dissolution
- 1944 : nouvelle formation du 106e régiment d’infanterie
- 1945 : dissolution

## Chefs de corps
- 16 novembre 1792 : colonel N. Dassas
- 1796 : chef de brigade Perrin
- 1800 : chef de brigade Jean Charles Roussel (*) ;
- 1809 : colonel Louis Aimable Jean Baptiste Bertran
- 1813 : René Poudret de Sevret
- N'existe plus
- 1870 : colonel du Guiny
- 1871 : colonel Péan
- 1875 : colonel Capdevielle
- 1876 : colonel Marthe[1]
- 1883 : colonel Raoul Le Mouton de Boisdeffre[2]**
- 1887 : colonel de Groulard
- 1895 : colonel Moinot-Verly[3]
- 1896 : colonel Rollet
- 1903 - 1905 : Colonel Paul Vonderscher[4],[note 1]
- 1909 - 23 septembre 1912 : colonel Maistre**
- 1914 : colonel Collignon, blessé et fait prisonnier le 24 août, remplacé provisoirement par le chef de bataillon Payard
- 3 septembre 1914 - 10 novembre 1914 : Colonel Dillemann, blessé le 10 septembre, remplacé provisoirement par le chef de bataillon Paul Cabotte**
- 19 novembre 1914 - 26 avril 1915 : lieutenant-colonel Charles Barjonet[note 2]
- 16 septembre 1915 - 26 février 1916 : lieutenant-colonel Pénet (**)
- 1917 - 1918 : lieutenant-colonel Lestien[6] (**)
- 1919 : Lieutenant-Colonel Lucien Coquet (1869-1947)[7]
- 1921 : colonel Salles
- 1922 : colonel Thibault
- 1930 : colonel Sisteron
- 1931 : colonel Paul René Malivoire-Filhol de Camas

- 1939 : colonel  Louis Félicien Marcel Tardu*

(*) Officier qui devint par la suite général de brigade.
(**) Officier qui devint par la suite général de division.

## Historique des garnisons, combats et batailles

### Guerres coloniales etguerres de la Révolution et de l'Empire
- 1778 - 1783 : guerre d'indépendance des États-Unis
  - 1779 : siège de Savannah[8]
  - 1782 : un détachement combat sur mer à bord de l'Amazone[8]
- 1790 - 1793 : révolution haïtienne et guerre contre l'Espagne
  - 1790 - 1791 : contre-insurrection face aux mulâtres et esclaves révoltés commandés par Vincent Ogé[8]
  - 1792 : tensions entre le régiment du Cap et les bataillons du régiment de Normandie et du régiment d'Artois fraîchement débarqués de métropole ; le 19 octobre 1792, le régiment du Cap se mutine et chasse son colonel Cambefort (1751-1803)[9],[8]
  - 1793 : guerre contre l'Espagne qui tient la moitié orientale de l'île ; 300 hommes du régiment, commandés par Desfourneaux, s'emparent du fort de la Crête Sale et capturent 700 Espagnols[8]

Lors de la réorganisation des corps d'infanterie français de 1793 la 106e demi-brigade de première formation n'a pas été formée car le 2e bataillon du 53e régiment d'infanterie (ci-devant Alsace) qui devait former le noyau de cette demi-brigade était aux colonies, à Cayenne.
- 1794 : transfert en métropole, lutte contre la chouannerie[8]

Lors de la réorganisation des corps d'infanterie français de 1796 la 106e demi-brigade de deuxième formation est formée à partir des unités suivantes :
- 35e demi-brigade de première formation (1er bataillon du 18e régiment d'infanterie (ci-devant Royal-Auvergne), 3e bataillon de volontaires de la Meurthe et 5e bataillon de volontaires de la Meurthe)
- 201e demi-brigade de première formation (1er bataillon de volontaires des Ardennes, 1er bataillon de volontaires de Paris, 5e bataillon de volontaires de la Drôme dit bataillon de volontaires du district de l'Ouvèze et 12e bataillon de volontaires de la Gironde)

- 1796 : Armée de Rhin-et-Moselle
- 1800 : siège de Gênes

Lors de la réorganisation des corps d'infanterie français de 1803, le 106e régiment d'infanterie de ligne est formé à 3 bataillons avec :
- le 2e bataillon de la 82e demi-brigade de deuxième formation (1 bataillon)
- les 1er et 2e bataillons de la 106e demi-brigade de deuxième formation (2 bataillons)

- 1805 : bataille de Caldiero
- 1808 : Armée de Portugal - guerre d'indépendance espagnole
- 1809 : bataille de Wagram[10]
- 1812 : bataille de Maloïaroslavets

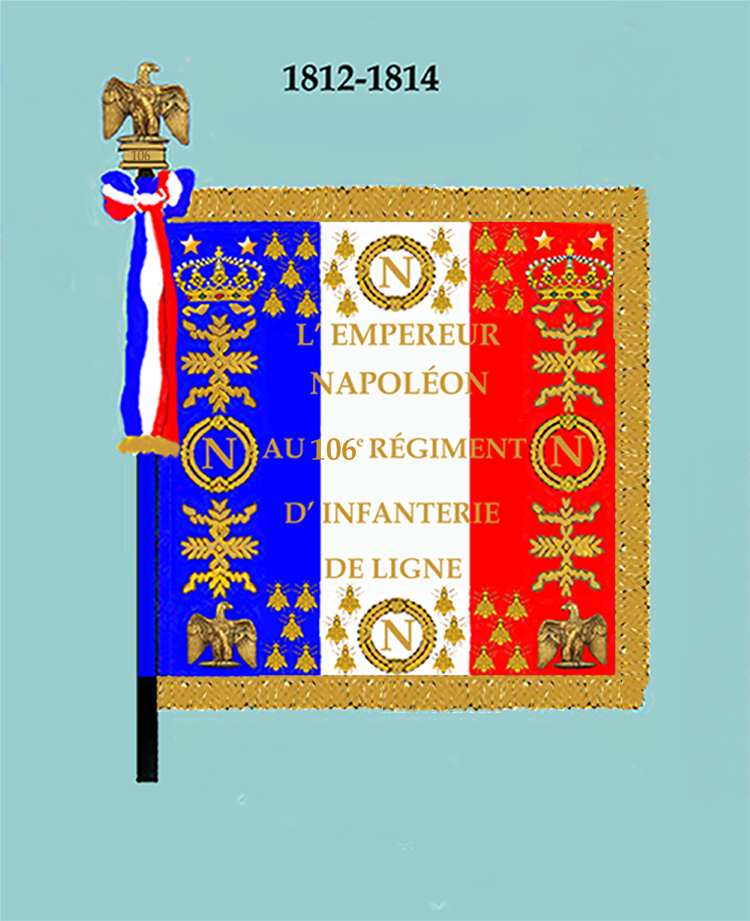
Drapeau modèle de 1812 (avers)
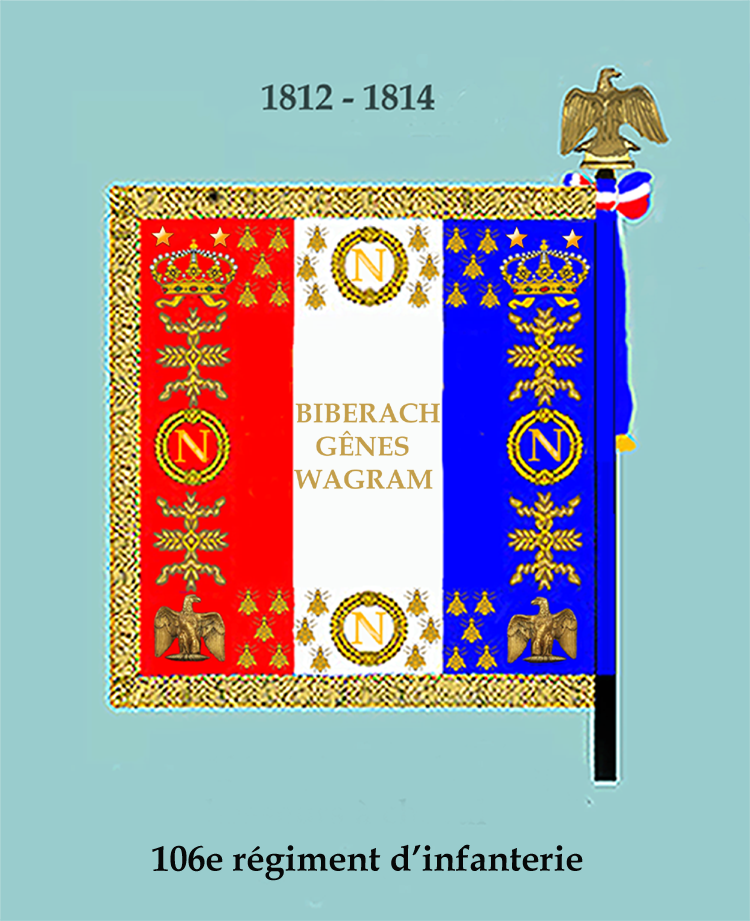
Drapeau modèle de 1812 (revers)

- 1814 : le 106e régiment d'infanterie de ligne prend le no 87, le no 106 devient vacant.
- 1815 : Napoléon Ier annule la réorganisation précédente, le no 87 redevient le 106e régiment d'infanterie de ligne.
- Mars 1815 : le régiment est licencié comme l'ensemble des régiments d'infanterie de ligne et légère et n'est pas recréé.

### Guerre franco-allemande
En 1870 le régiment est en garnison à Charenton-le-Pont
Le 6e régiment de marche est formé à Paris le 16 août 1870 à partir des 4e bataillons des 12e, 15e et 19e régiments d'infanterie de ligne. Il fait partie de la 1re division du 13e corps d'armée. Le 28 octobre 1870, le 6e de marche est renommé 106e de ligne. De septembre 1870 à janvier 1871, il participe au siège de Paris. Le 6 novembre, il est rattaché à la 2e division du 3e corps de la 2e armée de Paris. Il combat lors de la bataille de Champigny, rejoignant après cette bataille la 2e division du 2e corps de la 2e armée de Paris. Le 60 officiers et 2 132 hommes de troupe du régiment capitulent avec le reste de la garnison le 29 janvier 1871. Le régiment est dissous fin mars 1871, fusionnant avec le 6e régiment de ligne.

### De 1871 à 1914
Le 13 avril 1871, le 6e provisoire est créé à Cherbourg avec divers éléments des régiments rentrant de captivité,. Le 6e provisoire rejoint la 1re division du 4e corps de l'armée de Versailles. Il prend le numéro 106 le 4 avril 1872. Il est en garnison à Longwy[réf. souhaitée], puis à Bar-le-Duc, avec dépôt à Châlons-sur-Marne.
En septembre 1873, à la formation de la 12e division d'infanterie du 6e corps d'armée, il est rattaché à la 23e brigade de cette division.
En 1875, il passe à la 24e brigade de la 12e division d'infanterie. En 1880, il prend garnison à Châlons-sur-Marne[réf. souhaitée].
En 1880 le régiment est en garnison à Châlons-sur-Marne, caserne Chanzy
L’armée a une double mission : veiller sur la défense des frontières, la défense extérieure et maintenir l’ordre à l’intérieur.

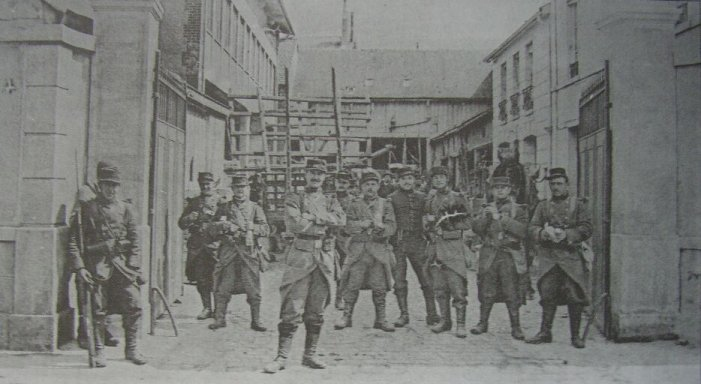
Soldats du posant devant un portail de la caserne d’Épernay en 1911

- Le 19 janvier 1911, le vignoble de la vallée de la Marne est en état de siège, lors de la lutte des « cossiers » (vignerons en patois champenois) contre les négociants et les importations de vins en fraude. Le 31e régiment de dragons, en garnison à Épernay et des éléments de renfort de quatre autres régiments dont un bataillon du 106e et un bataillon du 132e, interdisent les accès d'Épernay. Ils montent la garde à la gare et chez des négociants, se répartissent entre Damery, Venteuil, Cumières, Ay et Hautvillers[25].

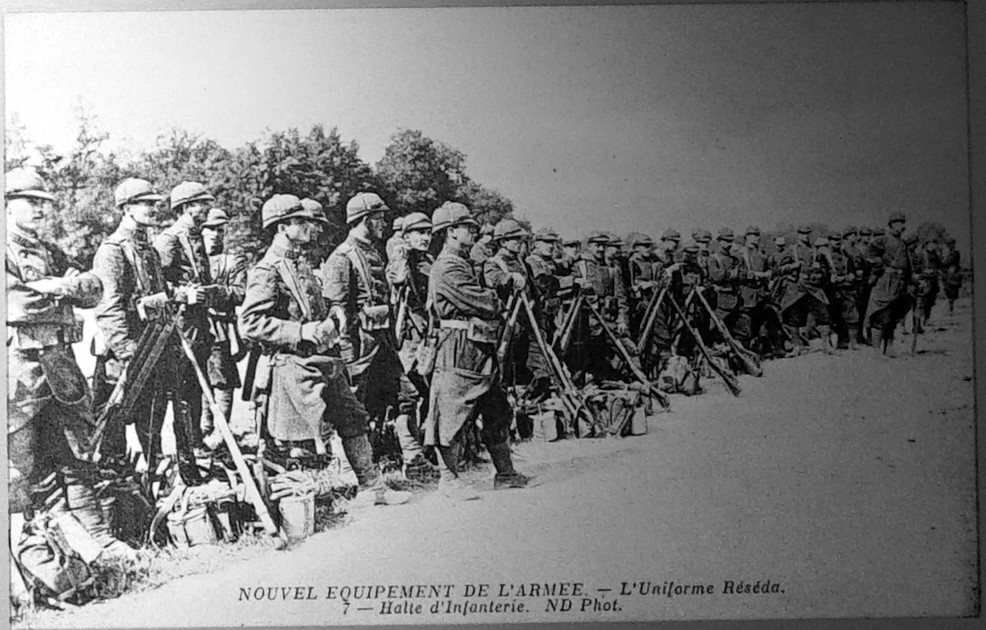
En 1912 en essais de l'uniforme Résdeda.

### Première Guerre mondiale
À la 12e DI d'août 1914 à janvier 1917 puis à la 56e division d’infanterie jusqu'en 1918.

#### 1914
En garnison à Châlons-sur-Marne, le régiment embarque, le 1er août 1914, pour Saint-Mihiel, avec 53 officiers, 159 sous-officiers, 3148 caporaux et soldats, et 181 chevaux.
- À la déclaration de guerre, le 106e forme, avec le 132e régiment d’infanterie, la 24e brigade d'infanterie du colonel Gramat, au sein de la 12e division d’infanterie du général Souchier, du 6e corps d’armée du général général Verraux (3e armée du général Sarrail).

- Dès fin juillet 1914, les opérations de la mobilisation s'exécutent à la caserne Chanzy de Châlons. Les réservistes arrivent en masse, principalement du territoire de la 6e Région militaire, laquelle comprenait les départements de l'Aisne, de l'Oise, de la Marne, des Ardennes, de la Meuse. Des Bretons et des Parisiens complètent l'effectif. Le premier échelon du 106e RI est embarqué à la gare de Châlons dès le 1er août 1914 en direction de la région de Saint-Mihiel (Meuse). Le deuxième échelon rejoindra le 3 août.

- Le 15 septembre, vers Verdun, à Thierville puis Louvemont.

- Au cours de l'automne 1914, les régiments du  6e corps d’armée se rapprochent de la crête des Eparges, prennent un tour de 3 fois 3 jours : repos à l’arrière, seconde ligne puis première ligne. Au repos dans les villages de Belrupt, Sommedieue, Mont-sous-les-Côtes…, en seconde ligne généralement sur la Tranchée de Calonne, ils tiennent les premières lignes dans les ruines des villages de Trésauvaux et des Eparges, dans les bois sur le versant nord-est de la crête des Eparges (ravin de la Fragaoule, dit « ravin de la Mort ») ou dans les prés et vergers sur le flanc nord-Ouest de la crête.

Le 10 octobre 1914 : 'Les obus arrivent, par couple, certains ont une explosion prolongée, amplifiée de résonance superposées, qui se gonflent comme une vague de flux, d'autres qui frappent les routes, se brisent avec un ton vibrant et grave, d'autres s'enfoncent dans le fumier comme une cartouche mouillée qui fait long feu.'

#### 1915
- Bataille des Éparges

Ces positions sont le théâtre d’une des luttes les plus meurtrières et les plus pénibles de toute la guerre. L’ennemi s’acharne pour la possession de la crête. Les attaques et les contre-attaques, les combats au corps à corps et à la grenade, sous un bombardement d’obus de tous calibres et sous l’écrasement des torpilles se renouvellent opiniâtres, sans arrêt, pendant une période de 5 mois dans les conditions les plus pénibles.
La 33e division de réserve allemande avait organisé une grande redoute bastionnée et entourée de deux lignes de tranchées. Pendant l’hiver, les régiments du 6e corps d'armée lancent des attaques ponctuelles contre les positions allemandes. Le génie intervient pour creuser une bonne douzaine de sapes sur tout le flanc nord de la crête des Éparges, pour permettre d'approcher la tranchée allemande qui parcourt toute la crête d’Est en Ouest et d'installer des fourneaux de mine. Le 6e corps du général Herr tenait, dans la vallée, le village des Éparges et, depuis le 9 février, le village de Saint-Remy. S'il s'emparait de la colline, il menacerait les positions de von Strantz dans la forêt de la Montagne et, par suite, dans l'angle de Saint-Mihiel.
Du 17 au 21 février 1915, violents combats aux Éparges. Sur ordre du Général Dubail, l'attaque commence le 17 février. Quatre mines de 1500 kilos sautent; l'attaque française est lancée par les sapes de l’Ouest que l'on a fait exploser. Après une importante préparation d'artillerie, les éléments de la 12e division d’infanterie s’engagent. Le 106e régiment d’infanterie part à l’assaut du bastion Ouest de la crête (point A) et conquiert facilement les tranchées allemandes inoccupées. Deux bataillons du 132e RI marchent en échelon à gauche du 106e. Le 106e monte l'arme à la bretelle et enlève la crête ; l'ennemi contre-attaque à la grenade.
En riposte, l'état-major allemand décide de reprendre les positions concédées. Entre le 18 et le 21 février, attaques et contre-attaques se succèdent sous un bombardement permanent et d'une violence inouïe.
Le 18, dès le matin, nos unités avancées sont prises sous une pluie d'obus de gros calibre qui les harcèle pendant plus de 3 heures. Fortement éprouvées, ayant perdu presque tous leurs officiers et plus du tiers de leurs effectifs, elles ne peuvent supporter le choc de la contre-attaque allemande qui se déclenche à 8 heures et doivent se replier sur nos positions de départ. Le jour même, à 15 heures, l'attaque est renouvelée par les 2 compagnies les moins éprouvées du 2e bataillon soutenues par le 3e bataillon et une compagnie du 132e. Les tranchées allemandes sont reprises et, cette fois, nous devions les garder définitivement. En vain, les obus criblent le terrain jour et nuit, en vain, l'ennemi lance de furieux assauts, quatre dans la journée du 19, un cinquième le 20.
Le 20 février au matin, un bataillon du 106e (à droite), un bataillon du  67e (au centre), et un bataillon du 132e (à gauche), après une très rapide préparation d'artillerie, s'élançaient sur les tranchées allemandes et s'en emparaient. Au centre, le 67e dépassait même la fameuse crête et dévalait sur les pentes qui descendent vers Combres. Les Allemands qui, pendant la nuit, avaient massé, dans cette région des forces importantes, se lancèrent aussitôt à la contre-attaque et rejetèrent nos troupes sur leurs positions de départ. Le 67e, descendant vers Combres, est pris entre des barrages et, décimé, se replie. Seul le bataillon du 132e put se maintenir, pendant quelques heures, dans un petit bois qu'il avait réussi à conquérir. Des deux côtés l'artillerie entra alors en action et, jusqu'à la tombée de la nuit, arrosa copieusement les fantassins, qui organisaient les  positions qu'ils occupaient.
…un sixième enfin le 21. Mais nos soldats se maintiennent stoïquement sur la position. Le 22, les 2e et 3e Bataillons, qui ont beaucoup souffert, vont prendre à Belrupt un repos bien gagné. Ce succès a été chèrement acheté : 300 tués, dont 8 officiers. 300 disparus et plus de 1 000 blessés.
Durant cette bataille, la 7e compagnie perd 120 hommes sur 200 hommes au début de l'année.
Au cours de ces rudes journées du 17 au 21 février, nos troupes n'avaient pu s'emparer de leurs objectifs. Les Bavarois ont perdu 2 000 hommes tués, blessés ou prisonniers, mais Hermann von Strantz a décidé de tenir coûte que coûte ; il fait creuser des abris-cavernes ainsi que des galeries boisées, à 8 mètres sous terre.
ORDRE DU CORPS D'ARMÉE no 60
« Le 27 février, dans une opération brillante, la 24e Brigade a enlevé de haute lutte une partie importante de la position des Éparges. L'ennemi avait accumulé sur cette hauteur escarpée, des travaux considérables. Depuis 4 mois, avec une science avisée, le Capitaine du Génie Gunther dirigeait par la sape et par la mine les travaux de siège régulier qui devaient ouvrir la voie à notre infanterie. Le jour de l'attaque, après une quadruple explosion de nos fourneaux de mines et une remarquable préparation par l'artillerie, le brave 106e Régiment d'infanterie, dans un élan magnifique, escalada les pentes abruptes et couronna toute la partie ouest de la position. Au même moment, le 132e RI aborda crânement la partie ouest des Éparges et s'y installa. Le 19 février, l'attaque fut poursuivie sur tout le front. Au cours de cette bataille de 4 jours, pendant lesquels l'ennemi nous disputa le terrain avec la dernière âpreté, nos troupes furent soumises à un bombardement formidable. Elles conservèrent néanmoins les positions conquises. Elles repoussèrent deux contre-attaques furieuses, firent éprouver des pertes sévères à l'ennemi, lui enlevèrent 700 mètres de tranchées, lui prirent 2 mitrailleuses, 2 minenwerfer et firent 175 prisonniers. Le 106e, le 132e, le 67e Bataillon Haguenin, la compagnie du Génie qui prirent la tête dans la colonne d'assaut ont noblement soutenu le renom de la vaillance du 6e Corps d'Armée et montré une fois de plus quel succès naît de la fraternité des armes et de l'union des cœurs. Le Général, commandant le 6e Corps d'Armée, adresse ses félicitations à ces braves troupes. Il salue pieusement la glorieuse mémoire de ceux qui sont morts pour le pays. Il félicite les Colonels Barjonet, commandant le 106e RI et Bacquet, commandant le 132e RI qui ont magnifiquement conduit leurs régiments au feu . »'' Signé : Général Herr.
ORDRE no 137 DE LA Ire ARMÉE DU 7 mars 1915
« Est cité à la 1re armée, le 106e régiment d’infanterie. A enlevé brillamment la pointe ouest d'une crête transformée par l'ennemi en véritable forteresse. Ayant dû l'évacuer à la suite d'un bombardement d'artillerie lourde des plus violents et ininterrompu pendant douze heures, s'en est emparé de nouveau par une vigoureuse contre-attaque à la baïonnette, résistant ensuite victorieusement à une série de contre-attaques ennemies » Signé : Général Roques.
À partir du 22 février, la bataille s'apaise. Les Français aménagent leurs positions, reconstruisent les tranchées que les bombardements ont bouleversées dans l'optique des futures offensives : l'objectif étant la prise du plateau dans sa totalité.
Les attaques françaises sont relancées en mars 1915, sous le commandement du général Herr qui obtient de Joffre des renforts en hommes et en matériels. Au mois de mars sur les parties Centre et Est de la crête, attaque par les sapes sur le point D et plus à l’est sur le point X. La 12e division se heurte, du 18 au 20 mars, à des défenses formidables que l'ennemi ne lâche qu'en partie et après une âpre résistance.
Le 19, après avoir brisé deux contre-attaques ennemies, nous reprenons à 16 heures l'assaut de la deuxième ligne. Un violent barrage d'artillerie lourde nous arrête et nous inflige des pertes sérieuses. Le jour suivant, nous faisons quelques légers progrès et nous maîtrisons toutes les réactions allemandes. Alors, la situation reste stationnaire aux Éparges jusqu'au 27 mars. Le 6e corps avait perdu, dans ces cinq jours de combats, 7 officiers et 630 hommes

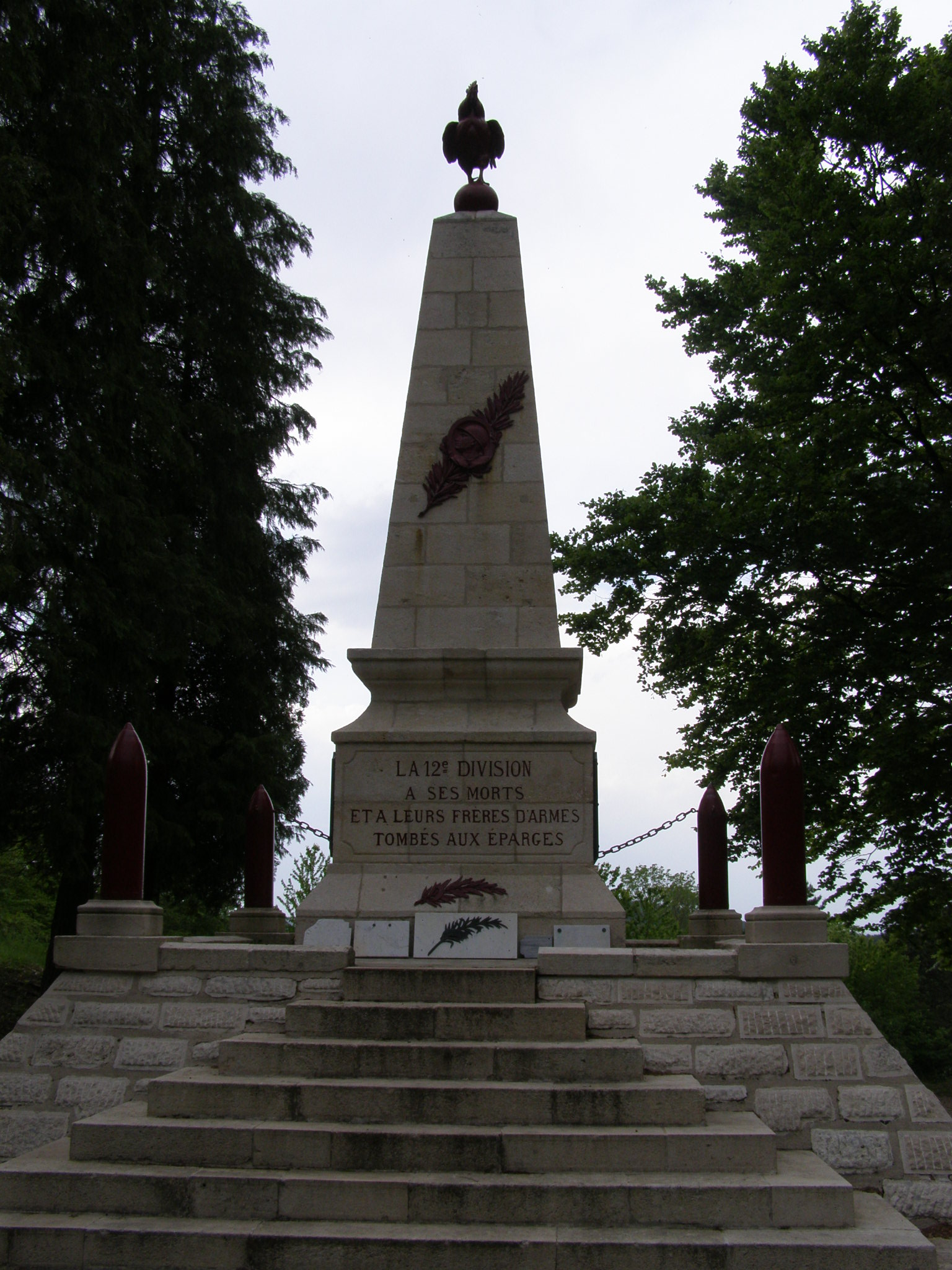
Au Point C de la crête des éparges

Le 5 avril, par un temps exécrable, la 12e DI du Général Paulinier, sans relève envisagée, poursuit la mission de reprise des Éparges, entamée depuis le 5 janvier. La 24e brigade du Colonel Gramat, encadrée, doit attaquer la hauteur des Éparges par régiments accolés. Le 106e à droite se lance à l’assaut de la crête. Le 106e RI doit s’emparer du mamelon C à droite, et le 132e RI du point X à gauche. Trois bataillons ont été placés en réserve sur Rupt-en-Woëvre et la Tranchée de Calonne. Malgré la boue, les Français s’emparent du point C mais n’empêchent pas les renforts ennemis d’arriver au point X. En soirée, les Français tiennent la crête, mais le 6 avril au matin, les Allemands les submergent et reprennent le point C. Avec l’aide de l’artillerie, les Français sont de retour sur le point C en fin de journée avec d’importantes pertes de part et d’autre. Le mauvais temps ayant empêché les réglages d’artillerie, la plaine de la Woëvre transformée en marécage, force est de constater qu’au soir du 6 avril, « la manœuvre en tenaille » a échoué. Les Éparges restent donc le seul point d’ancrage de l’effort destiné à briser le front ennemi
Au 106, c'est le 1er bataillon, sous les ordres du commandant Bestagne, qui a l'honneur de mener l'attaque. Les mouvements de mise en place s'exécutent péniblement car, depuis le matin, une pluie continue a détrempé le sol et les boyaux et tranchées ne sont plus que ruisseaux de boue liquide dans laquelle on s'enfonce jusqu'aux genoux.
À 16 heures, fin de la préparation d'artillerie, toute la ligne d'attaque débouche avec le plus bel élan. Nos 2 compagnies de tête atteignent leurs objectifs, mais sont arrêtées par un barrage intense d'artillerie de gros calibre. Le 6 au matin, les Allemands lancent une violente contre-attaque. Surpris par la violence du choc, submergés par le nombre et paralysés dans leur défense, car les fusils et mitrailleuses encrassés par la boue ne fonctionnent plus, les hommes du 1er bataillon doivent lâcher le terrain conquis.
Une nouvelle attaque lancée vers 16 heures après une préparation d'artillerie nous le rend bientôt avec une quinzaine de prisonniers (le lieutenant-colonel Barjonet qui commande le régiment a été blessé à la jambe mais refuse de se laisser évacuer et conserve son commandement).
L'ennemi n'encaissa pas ce nouvel échec sans protester par des violents bombardements et des attaques rageuses pour nous arracher notre gain. Celles-ci, lancées dans la journée du 7 et dans la nuit du 10, furent repoussées et après quelques fluctuations amenées par un repli momentané de quelques éléments, toutes les positions conquises furent maintenues.
Ensuite stabilisation du front et occupation d'un secteur vers le bois Loclont et Trésauvaux. À cette longue et terrible période de combat succède une occupation d’un secteur calme (Bois Loclont – Bois du Bouchot) en alternance avec le 132e.

#### 1917

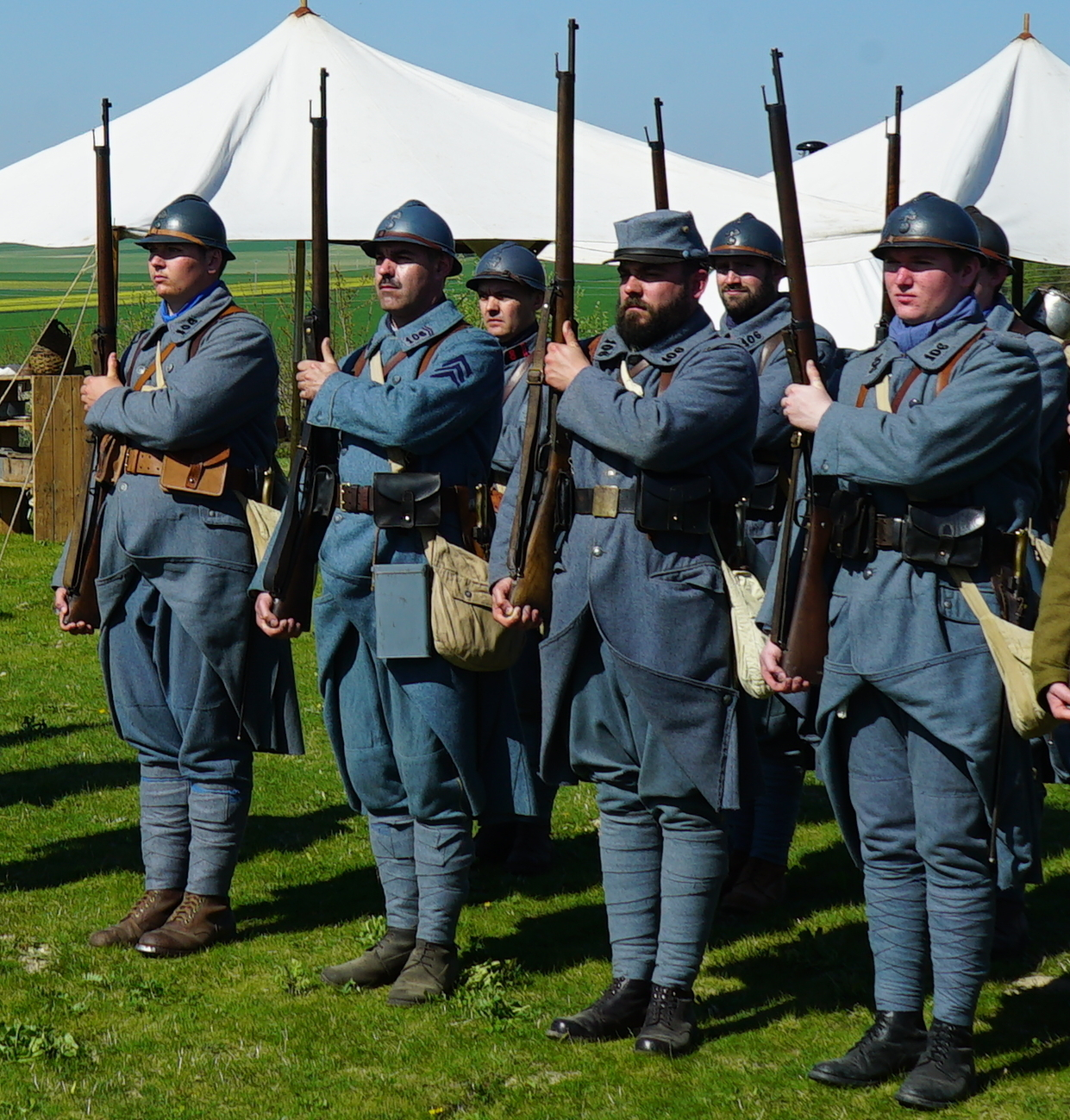
Reconstitution de l'uniforme bleu horizon du (1915-1918).

- 15 avril : Bataille du Chemin des Dames.

#### 1918
Lors de la bataille de Montdidier (mars 1918), le 2e bataillon sera cité à l'ordre de la  1re armée :

ORDRE DE LA 1° ARMEE no 8 DU 15 avril 1918

« Au cours des six jours de durs combats, a sous le commandement du Capitaine Bouffet, affirmé de nouveau ses brillantes qualités d'endurance et de ténacité, jeté dans la bataille, après des étapes longues et pénibles et chargé de tenir une position, a résisté jusqu’à la dernière limite aux efforts  violents et répétés de l'ennemi, infligeant à celui -ci des pertes cruelles, ne s'est retiré en manœuvrant qu'au moment où il allait être débordé par des masses toujours plus nombreuses de l'adversaire et après avoir épuisé toutes ses munitions, deux de ses sections de mitrailleuses se sacrifiant pour assurer le repli des autres éléments. »
Signé Général Marie-Eugène Debeney

### Entre-deux-guerres

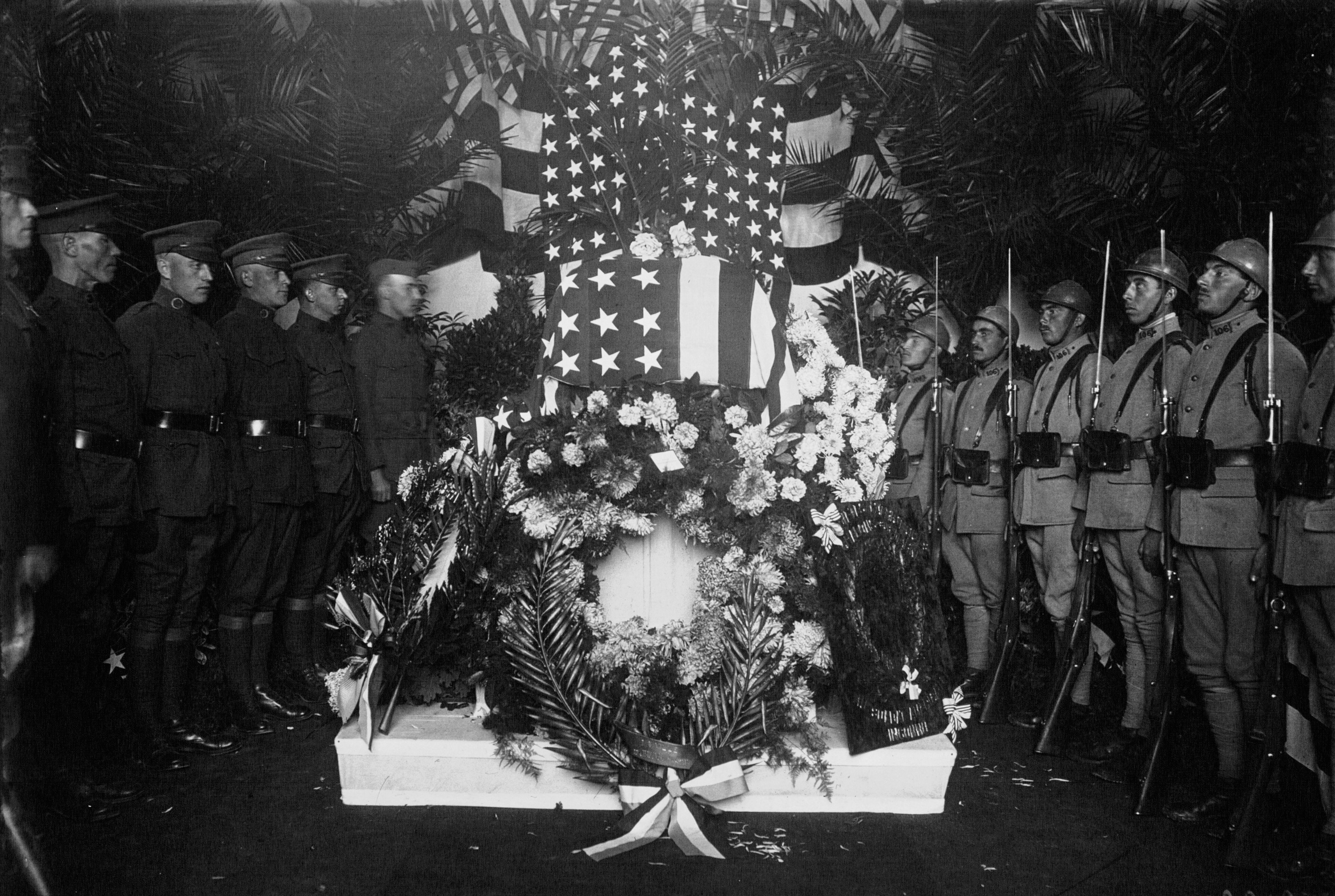
Des soldats du (à gauche) rendant les honneurs au soldat inconnu américain, à Châlons-sur-Marne en octobre 1921.

- 1919 : Occupation des pays Rhénans
- 1920 : Retour à Châlons-sur-Marne, le 3e bataillon en garnison à Reims
- 1923 : Occupation du bassin de la Ruhr
- 1930 : Après la dissolution du 132e régiment d’infanterie en octobre 1922, le 106e régiment d’infanterie rejoint la garnison de Reims en avril 1930 et prend ses quartiers en juin 1930, à la caserne Neufchatel rebaptisée Maistre et à la caserne Jeanne-d'Arc.
- En 1935, il devient un régiment d'infanterie type motorisé, rattaché à la 12e division d’infanterie motorisée.

### Seconde Guerre mondiale
En 1939 le 106e RIM (106e régiment d'infanterie motorisée) de Châlons-sur-Marne et Reims sous les ordres du colonel Tardu, est intégré à la 12e division d’infanterie motorisée
Du 25 au 30 mai 1940, il combat dans la poche de Lille.
Il est recréé officiellement le 1er janvier 1945 avec des éléments des Forces françaises de l'intérieur de Aube et de la Marne, existant de fait depuis septembre 1944. Il est dissous le 1er octobre 1945.

### 1945 à nos jours
En 1970 le régiment est en garnison à Mailly-le-Camp

## Faits d'armes faisant particulièrement honneur au régiment
- 1914 : Bataille des Frontières (Arrancy, Cons-la-Grandville), Bataille de la Marne (Rembercourt, la Vaux-Marie), Woevre (Mouilly, St-Remy)
- 1915 : Hauts de Meuse (Les Eparges, Tranchée de Calonne), Champagne (Souain, Ferme des Wacques)
- 1916 : Champagne (Aubérive), Verdun (Damloup, Tavannes), la Somme (Bois Madame, Bouchavesnes)
- 1917 : Chemin des Dames (Soupir, Bois des Bovettes, Ostel, Ferme Froidmont), Alsace.
- 1918 : Montdidier, Mesnil-St-Georges, Lorraine, Santerre, Mont d’Origny.

## Drapeau
Il porte, cousues en lettres d'or dans ses plis, les inscriptions :

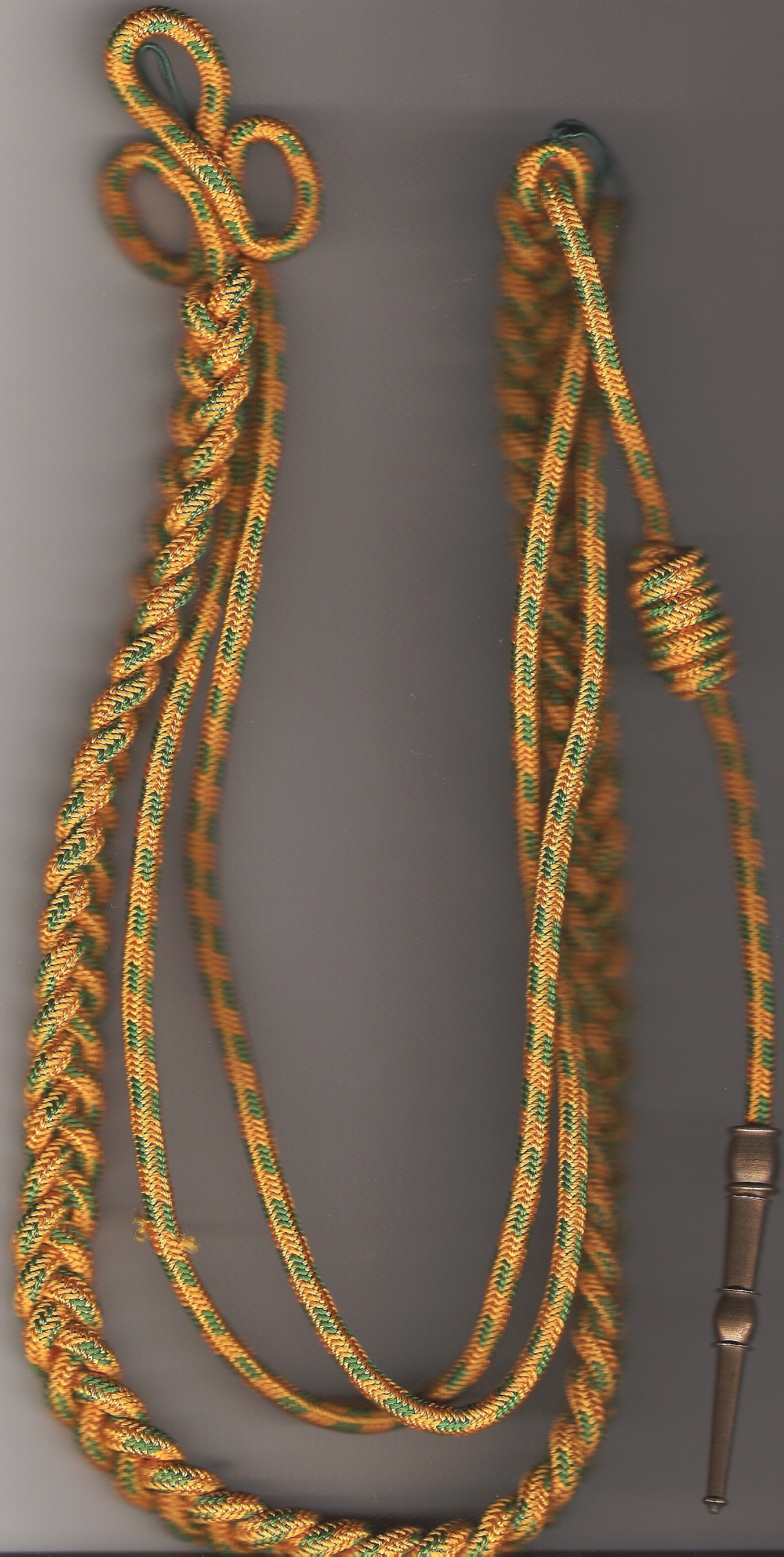
La fourragère aux couleurs du ruban de la Médaille militaire

- Biberach 1796
- Gênes 1800
- Wagram 1809
- Malojaroslawetz 1812
- Les Éparges 1915
- L'Aisne 1917
- Montdidier 1918
- Mont d'Origny 1918

.

## Décorations
Sa cravate est décorée :
De la Croix de guerre 1914-1918  avec 4 citations à l'ordre de l'Armée et une à l'ordre de la division.
Le port de la fourragère aux couleurs du ruban de la Médaille militaire.

## Insigne
Régiment d’infanterie, écu épée traversant bouclier blanc croix bleue trèfle vert fond noir 2 barres roses.

## Devise
"Toujours debout "

## Personnalités ayant servi au régiment du Cap et au106erégimentd’infanterie
- Julien Alexandre Achard de Bonvouloir, agent français auprès des insurgés américains en 1775-1778.
- Paul Alexandre (1884-1916), écrivain
- Marcel Éric Audemard d'Alançon, lieutenant-colonel.
- Général Jean Bouffet (capitaine en 1918 au 106e RI) puis son fils le général Roger Bouffet (sous-lieutenant en 1939 au 106e RI).
- Paul Cabotte, général.
- Edmond Clément, artiste lyrique, classe 1887[36].
- Maurice Desclers (1882-1915), journaliste, sous-lieutenant au régiment, tué aux Éparges le 18 février 1915. Son nom est inscrit au Panthéon parmi les 560 écrivains morts au combat pendant la Première Guerre mondiale.
- Maurice Genevoix : né en 1890, Maurice Genevoix est un brillant étudiant qui intègre l’École normale supérieure de la rue d’Ulm à Paris en 1911. À peine diplômé, la guerre éclate. Il rejoint le 106e régiment d’infanterie de Chalons-sur-Marne, en tant que sous-lieutenant au 2e bataillon. Entre septembre 1914 et avril 1915, son régiment participe aux attaques de la tranchée de « Calonne » et de la butte des « Éparges ». Le 25 avril 1915, il est atteint de trois balles, deux au bras et une à la poitrine. Après un long séjour en hôpital, il est réformé car invalide. Il vivra jusqu’en 1980, après avoir connu une brillante carrière d’écrivain qui l’a notamment amené à rejoindre les bancs de l’Académie française. De son expérience, Maurice Genevoix a publié 5 ouvrages qui reprennent dans un ordre chronologique la vie qu’il a menée avec les soldats dont il avait le commandement : Sous Verdun, en avril 1916, Nuits de guerre, en décembre 1916, Au seuil des guitounes, en septembre 1918, La Boue, en février 1921, et Les Eparges, en septembre 1921. Tous ces écrits ont été réunis et légèrement remaniés sous le titre général « Ceux de 14 » en 1949.
- Pierre Gillet (abbé), résistant qui choisit de rejoindre ses camarades de Châlons.
- Jean de Laborde-Noguez, compagnon de la Libération, engagé volontaire pour cinq ans en juin 1935 au 106e RI, il est promu sergent en octobre 1937[37].
- Édouard Laurent (1896-1972), résistant et général français, Compagnon de la Libération.
- Géneral Raoul Le Mouton de Boisdeffre.
- Georges Lestien, alors lieutenant, futur général
- Marcel Loiseau, soldat fusillé pour l'exemple le 12 octobre 1914 à Mouilly et réhabilité en 1922.
- Charles Michon, capitaine, grièvement blessé en décembre 1915, dans la tranchée de Calonne. Promu au grade de colonel en 1939, il commande l'École de cavalerie de Saumur en 1940. Il est connu pour avoir dirigé l'héroïque Résistance des Cadets de Saumur sur la Loire en juin 1940, face à l'invasion des troupes allemandes.
- François Marie Sébastien Pageot, général.
- Raymond Pierre Penne.
- Henri Piet, boxeur professionnel, tué aux Éparges en avril 1915.
- Robert Porchon (1894-1915), lieutenant au régiment et ami de Maurice Genevoix, tué aux Eparges le 20 février 1915.
- Maxime Real del Sarte, lieutenant, blessé aux Éparges en 1916.
- Louis Renault, classe 1897 [38].
- Étienne François Rocbert de Lamorendière-Ducoudray alors capitaine.
- Jacques Touchet, illustrateur et graveur, y effectue son service militaire du 7 octobre 1908 au 25 septembre 1910